# Kutretino
Kutretino (makedonska: Кутретино) är en ort i Nordmakedonien. Den ligger i kommunen Demir Hisar, i den sydvästra delen av landet, 90 kilometer söder om huvudstaden Skopje. Kutretino ligger 645 meter över havet och antalet invånare är 179.